# Les Révoltés de Tolède
Pour plus de détails, voir Fiche technique et Distribution.
Les Révoltés de Tolède (titre original : Sfida al re di castiglia) est un film de cape et d'épée hispano-italien réalisé par Ferdinando Baldi sorti en 1963.

## Synopsis
XIVe siècle. Pierre Ier, roi de Castille, soutenu par le comte Albuquerque gouverne son pays avec justice. Pour affermir son trône il est prêt à épouser Blanche de Bourbon, une princesse française. Diego et ses soldats sont envoyés au château de Trastamare pour l’escorter. Mais la jeune fille est aimée par Henri de Trastamare, le demi-frère de Pierre, et il refuse de la laisser partir. Diego est fait prisonnier et torturé. Le roi jure de se venger d’Henri...

## Fiche technique
- Titre original : Sfida al re di castiglia
- Titre français : Les Révoltés de Tolède[1]
- Titre espagnol : Pedro el cruel
- Réalisation : Ferdinando Baldi
- Assistant réalisateur : Enrique Vila
- Scénario : Ferdinando Baldi , Adriano Bolzoni et Andres Dolera
- Dialogues : Natividad Zaro
- Conseiller historique : Clemente Palencia
- Version française : Sipro , sous la direction de : Michel Gast
- Directeur de la photographie : Francisco Marin
- Système : Techniscope , Technicolor
- Coiffures : Marcedes Parrondo
- Maquillage : Duilio Scarozza et Francisco Ferrer
- Musique  : Carlo Savina
- Producteur : Virgilio De Blasi
- Décors : Antonio Visone , Eduardo Torre de la Fuente et Rafael Garcia
- maitre d’armes : Freddy Hunger
- Montage : Otello Colangeli
- Genre : Film de cape et d'épée
- Pays :  Italie Alexandra Produzioni Cinematografiche Rome,  Espagne Procinsa Madrid,
- Aspect ratio : 2.35 : 1
- Durée version originale : 97 minutes
- durée version française : 83 minutes
- Distributeur en France : Rank
- Date de sortie :
  -  Italie : 24 décembre 1963
  -  France : 20 juillet 1966
- Affiche : Jean Mascii (France)

## Distribution
- Mark Damon (VF : Jean-Louis Jemma) : Pierre 1er
- Paolo Gozlino  (VF : Gabriel Cattand) : Henri de Trastamare
- Rada Rassimov : Anna Coronel
- Carlos Estrada  (VF : Marc Cassot) : Don Diego Gonzales
- Maria Teresa Orsini :  Maria Coronel
- Anna Maria Surdo : Blanche de Bourbon
- Andres Mejuto  (VF : René Blanchard) : Albuquerque
- Ferdinando Cebrian   : Juan Dierte, le bras droit d’Henri
- Jose Luis Pellicena  (VF : Marc de Georgi)  : Fernando
- Adriana Ambesi : Isabelle
- Ricardo Valle : Tello Trastamare
- Freddy Hunger : le berger
- Antonio Moreno  (VF : Jean Martinelli) : le comte don alfonso Coronel
- Alfonso de la Vega : un partisan d’Henri
- Maria Navarro  : la mère supérieure
- Santiago Rivero : le représentant du peuple
- et avec les voix françaises de : Jean-Henri Chambois (le cardinal), William Sabatier (Emir Mohammed V), André Valmy (Bertrand), Claude Mercutio (Daniel)